# Творчі спілки України
Список творчих спілок України складений на основі розділу «Реєстр творчих спілок» «Єдиного реєстру громадських формувань» Міністерства юстиції України.
| № наказу | Назва об’єднання                                              | Дата і номер реєстрації як творчої спілки | Адреса                                               | Керівник              |
| -------- | ------------------------------------------------------------- | ----------------------------------------- | ---------------------------------------------------- | --------------------- |
| 1        | Національна спілка кінематографістів України                  | 18.12.98                                  | м.Київ, вул.Саксаганського, 6                        | Тримбач С.В.          |
| 2        | Національна спілка композиторів України                       | 18.12.98                                  | м.Київ, вул.Пушкінська, 32                           | Щербаков І.В.         |
| 3        | Національна спілка журналістів України                        | 22.01.99                                  | м.Київ, вул.Хрещатик, 27-а                           | Лубченко І.Ф.         |
| 4        | Національна спілка театральних діячів України                 | 02.02.99                                  | м.Київ, вул. Ярославів Вал, 14                       | Танюк Л.С.            |
| 5        | Національна спілка письменників України                       | 03.02.99                                  | м.Київ, вул. Банкова, 2                              | Баранов В.Ф.          |
| 6        | Національна спілка кобзарів України                           | 03.02.99                                  | м.Київ, бул. Шевченка, 50-52                         | Єсипок В.М.           |
| 7        | Національна Ліга Українських композиторів                     | 05.02.99                                  | м.Київ, вул. Пушкінська, 32                          | Петров-Омельчук П. В. |
| 8        | Національна Спілка архітекторів України                       | 16.02.99                                  | м.Київ, вул. Грінченка, 7                            | Гусаков В. М.         |
| 9        | Спілка дизайнерів України                                     | 11.03.99                                  | м.Київ, вул. Мануільського, 25-б                     | Маторін О.С.          |
| 10       | Спілка рекламістів України                                    | 29.03.99                                  | м.Київ, вул. Верхній Вал, 2                          | Ромат Є.В.            |
| 11       | Національна спілка художників України                         | 06.07.99                                  | м.Київ, вул. Січових стрільців, 1-5                  | Чепелик В.А.          |
| 12       | Національна спілка майстрів народного мистецтва України       | 13.12.99                                  | м.Київ, вул. Борисоглібська, буд.7-а                 | Прядка В.М.           |
| 13       | Національна всеукраїнська музична спілка                      | 16.06.00                                  | м.Київ, вул. вул.Пушкінська, 32                      | Савчук Є. Г.          |
| 14       | Національна спілка фотохудожників України                     | 20.07.00                                  | м.Київ, вул.Сагайдачного, 25-е                       | Іващенко М.М.         |
| 15       | Асоціація українських письменників                            | 19.04.01                                  | м.Київ, вул. Сковороди. 2, корп.3, кім. 116          | Федюк Т.О.            |
| 16       | Національна Хореографічна Спілка України                      | 06.08.02                                  | м.Київ, бульв. Шевченка, 50/52                       | Вантух М.М.           |
| 17       | Творча спілка «Асоціація діячів естрадного мистецтва України» | 30.09.04                                  | м.Київ, вул. Річкова, 4                              | Герасімов В.В.        |
| 18       | Всеукраїнська творча спілка художників «БЖ - АРТ»             | 11.09.06                                  | м.Київ, вул. Лук’янівська, 69/71                     | Зяблюк А.М.           |
| 19       | Всеукраїнська творча спілка «Конгрес літераторів України»     | 02.02.07                                  | м.Київ, просп. Тичини, 24, кв. 16                    | Стус Д.В.             |
| 20       | Національна спілка краєзнавців України                        | 13.12.08                                  | м.Київ, вул. Михайла Грушевського, 4                 | Реєнт О.П.            |
| 21       | Творча спілка «Спілка звукорежисерів України»                 | 12.12.08                                  | м.Київ, вул. Шамрила, 10, кв. 26                     | Рєзник В.О.           |
| 22       | Всеукраїнська творча спілка вітражистів                       | 07.05.2010                                | 01014, м. Київ, вул. Катерини Білокур, 10/15, кв. 20 | Макусева І.М.         |